# Франсуа де Роган, 1-й принц де Субиз
Франсуа де Роган, 1-й принц де Субиз (фр. François de Rohan-Soubise; 1630 — 24 августа 1712) — французский аристократ и военный, член дома Роган и основатель дома де Субиз. Его жена Анна Жюли де Роган была бывшей любовницей Людовика XIV и матерью одиннадцати собственных детей Франсуа. Став принцем де Субиз в марте 1667 года, он также является сеньором де Фронтене и де Понге.
Титул принца Субиза был создан в 1667 году, когда сеньория де Субиз (фр., сейчас — департамент Приморская Шаранта), была возведена в княжество для боковой ветви дома Роан, а де Рхоан возведен в ранг принца . Мужская линия принцев де Субиз, потомком Франсуа де Рогана, 1-го принца де Субиза, прервалась в 1787 года после смерти Шарля де Рогана-Субиза, не оставившего мужского потомства.

## Биография
Франсуа родился в семье Эркюля де Рогана, герцога де Монбазана (1568—1654) и его второй жены Марии де Бретань д’Авогур (1610—1657). Его отец был женат дважды, и Франсуа был единственным сыном, родившимся от второго брака. Его старшей сестрой была Мария де Роган (1600—1679), жена герцога де Люина и герцога де Шевреза, ключевая фигура Фронды, великой гражданской войны, которая угрожала власти монархии. Его старшим сводным братом был Луи де Роган, 3-й герцог де Монбазан и 3-й принц Гемене (1598—1667). Анн де Роган-Гемене (1640—1684), младшая сестра Француа, была второй женой Луи-Шарля д’Альбера де Люина, 2-го герцога де Люина (1620—1690).
9 ноября 1691 года принц де Субиз был назначен губернатором Шампани с регистрацией 11 февраля 1692 года, но с 7 ноября 1693 года он передал эту должность своему сыну Эркюлю Мериадеку де Рогану-Субизу.
Участник ряда войн в правление короля Людовика XIV, сражался в рядах французской армии в Венгрии, Голландии, Германии, Фландрии, Франш-Конте и на Рейне.

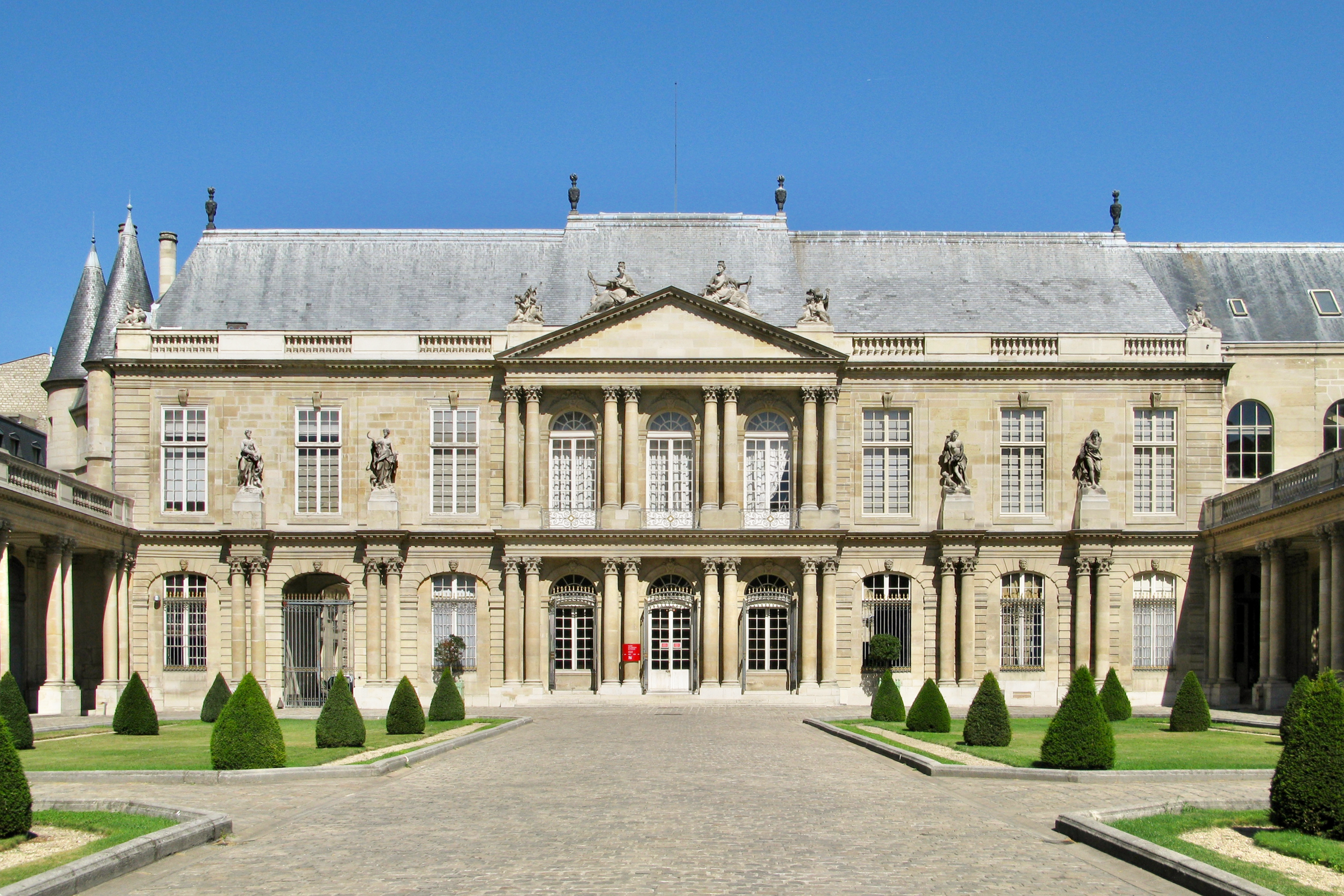
Отель Субиз, Париж, 2009 год

В 1673 году был назначен капитан-лейтенантом роты жандармов Королевской гвардии. В 1677 году ему было присвоено звание генерал-лейтенанта королевской армии, с которым он завершил свою военную карьеру.
27 марта 1700 года, по настоянию своей второй жены Анны, Франсуа купил особняк (отель) де Гиз в Париже, переименовав его в Отель Субиз. Он был куплен у попечителей покойной герцогини де Гиз.
Церковь Святого Пьера в Субизе, Приморская Шаранта, была серьёзно повреждена во время религиозных войн в Европе. Первоначально построенная в XII веке, неф и хор были в значительной степени разрушены. В 1700—1712 годах церковь была перестроена и восстановлена до своих первоначальных грандиозных размеров за счет принца.
Проживая в особняке, Франсуа пережил свою жену на три года и умер там 12 августа 1712 года. Похоронен в церкви Святого Пьера.

## Семья и дети

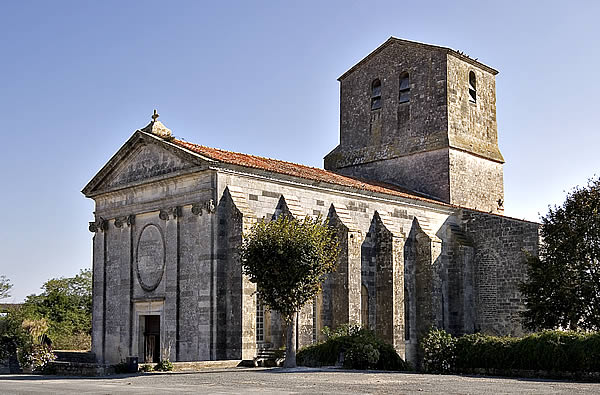
Церковь Святого Пьера, Субиз, Приморская Шаранта, 2006 год

Франсуа де Роган был дважды женат. Его первой супругой была Екатерина де Лионн (1633—1660), вдове Помпона Франсуа Ле Конте, маркиза де Нонана. Их брак был бездетным, она умерла в 1660 году в возрасте 27 лет.
Второй его супругой Анна Жюли де Роган (1648—1709), дочери Анри де Шабо и и его жены Маргариты де Роган. Их свадьба состоялась в Париже 17 апреля 1663 года. У супругов было одиннадцать детей:
- Анна Маргарита де Роган (1664—1721), аббатиса; детей не было.
- Луи де Роган, принц де Роган (1666—1689), детей не было.
- Констанция Эмилия де Роган (1667—?), супруга Хосе Родриго да Камара; были дети.
- Эркюль Мериадек, герцог де Роган-Роган (1669—1749), женат последовательно на Анне Женевьеве де Леви и Марии-Софии де Курсийон; были дети от первого брака.
- Александр Мериадек де Роган (1670—1687), детей не было.
- Анри Луи де Роган (1672—1693), детей не было.
- Арман Гастон Максимильен де Роган (1674—1749), великий раздатчик милостыни Франции, возможный сын короля Людовика XIV; детей не было.
- Софрония-Пелагея де Роган (1678—?), супруга дона Альфонсо Франсиско де Васконселлос; были дети.
- Элеонора Мария де Роган (1679—1753), аббатиса; детей не было.
- Максимильен Гастон де Роган (1680—1706), погиб в битве при Рамильи; детей не было.
- Фредерик Пауль де Роган (1682-?), детей не было.